# Tökös csajok
A Tökös csajok (eredeti cím: 18 – Allein unter Mädchen) egy német televíziós sorozat, melyet a ProSieben tévécsatorna készített.
A sorozat a Seventeen – Mädchen sind die besseren Jungs című TV-film folytatásaként készült.

## Cselekmény
A Heiligendorf Leányinternátus eddig fiúk előtt zárva volt, de egy új minisztériumi rendelet következtében Mensendiek igazgatónő (Annekathrin Bürger) kénytelen próbaképpen felvenni négy fiút is a diákok közé. A csendes Jo (David Winter), a nőcsábász Leo (Bert Tischendorf), a lázadó Maus (Tim Sander) és a szégyenlős Toby (Nicolas Kantor) hirtelen kilencven lány között találják magukat. A fiúk álomképe az őket váró paradicsomi körülményekről azonban hamar szertefoszlik, mert nem mindenki örül a hirtelen változásnak. Az igazgatónő a diákok szóvivőjét Billyt (Susan Hoecke) és a férfigyűlölő Verát (Hannah Herzsprung) bízza meg, hogy minél gyorsabban szabaduljanak meg a négy rendbontótól.
De Ámor nyila nemcsak a fiúkat találja rögtön szíven. Billy hamar szemet vet Jora, és a leszbikus Verának is hamar kétségei támadnak.

## Szereplők és magyar hangok
| szereplő    | színész           | magyar hangja     |
| ----------- | ----------------- | ----------------- |
| Jo          | David Winter      | Dányi Krisztián   |
| Leo         | Bert Tischendorf  | Szatmári Attila   |
| Toby        | Nicolas Kantor    | Hamvas Dániel     |
| Maus        | Tim Sander        | Markovics Tamás   |
| Billy       | Susan Hoecke      | Nemes Takách Kata |
| Vera        | Hannah Herzsprung | Németh Kriszta    |
| Catharina   | Stefanie Dreyer   | Vadász Bea        |
| Ann-Kristin | Lotte Letschert   | Böhm Anita        |
| Silke       | Paula Birnbaum    | Marosi Ilona      |

## Epizódok
Magyarországon a TV2 tűzte műsorára éjfél utáni kezdettel.
| #       | epizód címe (eredeti)      | epizód címe (magyar)            | magyarországi bemutató |
| ------- | -------------------------- | ------------------------------- | ---------------------- |
| 1. évad |                            |                                 |                        |
| 1       | Für Jungs verboten         | Fiúknak tilos!                  | 2006. június 15.       |
| 2       | Die Willkommens-Party      | Az üdvözlő-parti                | 2006. június 22.       |
| 3       | Coming-Out                 | Legjobbak egyedül maradnak      | 2006. június 29.       |
| 4       | Lust und Laster            | Vágy és szenvedély              | 2006. június 6.        |
| 5       | Abschiedstorte             | Búcsútorta                      | 2006. június 13.       |
| 6       | Stars und Sternchen        | Profi fotók Maus-szal           | 2006. június 20.       |
| 7       | Intimsphären               | Intimszférák                    | 2006. június 27.       |
| 8       | Vaterschaften              | Apaság                          | 2006. augusztus 4.     |
| 9       | Gefühle zeigen             | Mutasd ki az érzelmeidet!       | 2006. augusztus 11.    |
| 10      | Die Liebe an sich          | A szerelem maga                 | 2006. augusztus 18.    |
| 2. évad |                            |                                 |                        |
| 11      | Jetzt wird's ernst         | Ennek a fele sem tréfa!         | 2006. augusztus 25.    |
| 12      | Eliten                     | A stréberek                     | 2006. augusztus 31.    |
| 13      | Dunkle Geheimnisse         | Sötét titkok                    | 2006. szeptember 7.    |
| 14      | Lesben und andere Lügen    | Leszbikusok és egyéb hazugságok | 2006. szeptember 14.   |
| 15      | Frauen und andere Probleme | Nők és egyéb bajok              | 2006. szeptember 21.   |
| 16      | Das Turnier                | A verseny                       | 2006. szeptember 28.   |
| 17      | Liebe und Triebe           | Szerelem és az ösztönök         | 2006. október 5.       |
| 18      | Der Glaube an sich         | Hinni valamiben                 | 2006. október 12.      |
| 19      | Duelle                     | Kemény tojások                  | 2006. október 19.      |
| 20      | Die gestochene Sau         | A pórul járt malac              | 2006. október 26.      |

## Filmzene
„18 – Allein unter Mädchen” Soundtrack